# Jack Newman
Jack Newman (* 12. Februar 2002 in Hexham) ist ein schottischer Fußballtorhüter, der beim FC Peterhead in der Scottish League One unter Vertrag steht.

## Karriere

### Verein
Jack Newman wurde in Hexham, im Norden von England geboren. Er wuchs in Stocksfield, etwa 25 km westlich von Newcastle upon Tyne auf, und spielte zunächst für den dortigen Fußballverein. Im Alter von 12 Jahren wechselte er zu Prudhoe Town. Ein Jahr später wechselte er in die Jugendakademie des AFC Sunderland. Nachdem er die Akademie in Sunderland durchlaufen hatte, verließ er den Verein im Jahr 2020.
Im Juli 2020 wechselte Newman zum schottischen Erstligisten Dundee United und unterschrieb einen Zweijahresvertrag. Während seiner ersten Saison bei United fungierte er hauptsächlich als Ersatztorhüter hinter Benjamin Siegrist und Deniz Mehmet. Ende Januar 2021 erlitt Newman eine Knieverletzung, die operiert werden musste, wodurch er für den Rest der Saison ausfiel. Im März 2021 unterschrieb er trotz der Verletzung einen neuen Vertrag beim Verein bis 2023. Im September 2021 wurde Newman an den FC Spartans aus der Lowland League verliehen. Im Juli 2022 unterschrieb Newman einen Leihvertrag beim FC Peterhead aus der dritten schottischen Liga. Er bestritt für den Verein bis Ende August 2022 fünf Drittligaspiele und drei Spiele im schottischen Ligapokal, bevor er von United zurückgerufen wurde. In Dundee war er nach der Rückkehr hinter Mark Birighitti und Carljohan Eriksson dritter Torhüter. Nachdem Eriksson im Januar 2023 nach Dänemark verliehen wurde, rückte Newman zur neuen „Nummer 2“ auf. Am 18. Februar 2023 gab Newman sein Debüt in der Scottish Premiership für Dundee als sich der australische Stammtorhüter Birighitti im Spiel gegen den FC St. Johnstone im Tayside Derby verletzt hatte.

### Nationalmannschaft
Der in England geborene Newman war durch seinen aus Glasgow stammenden Großvater für Schottland spielberechtigt. Er gab sein Debüt für Schottland in der U16-Nationalmannschaft im Juli 2017 bei einem 2:0-Sieg gegen England. Bis zum Jahresende 2018 folgten vier weitere Länderspiele in dieser Altersklasse. Im August 2018 kam er zu einem Einsatz in der U17 gegen Russland. 2019 absolvierte er zwei Spiele im Nationaltrikot, nachdem er in der U18 zweimal im Tor stand. Im März 2023 debütierte Newman in der U21.